# ビールー

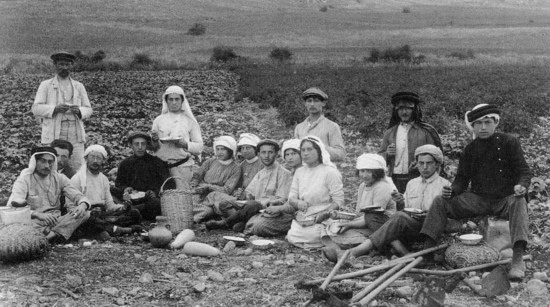
First Aliyah: Biluim wearing traditional Arab headdress, the kuffiyeh.

ビールー（ביל"ו, Bilu, beth ya'aqobh lKhu wNelkhah, イザヤ書2:5）とは、19世紀末のロシア帝国に起こったシオニズムの団体の一つで、イスラエルの地を開拓する青年開拓団の名称である。